# Henckel von Donnersmarck

Herb rodowy z 1417

Henckel von Donnersmarckowie – górnośląski ród magnatów ziemskich i przemysłowych.

## Historia rodu

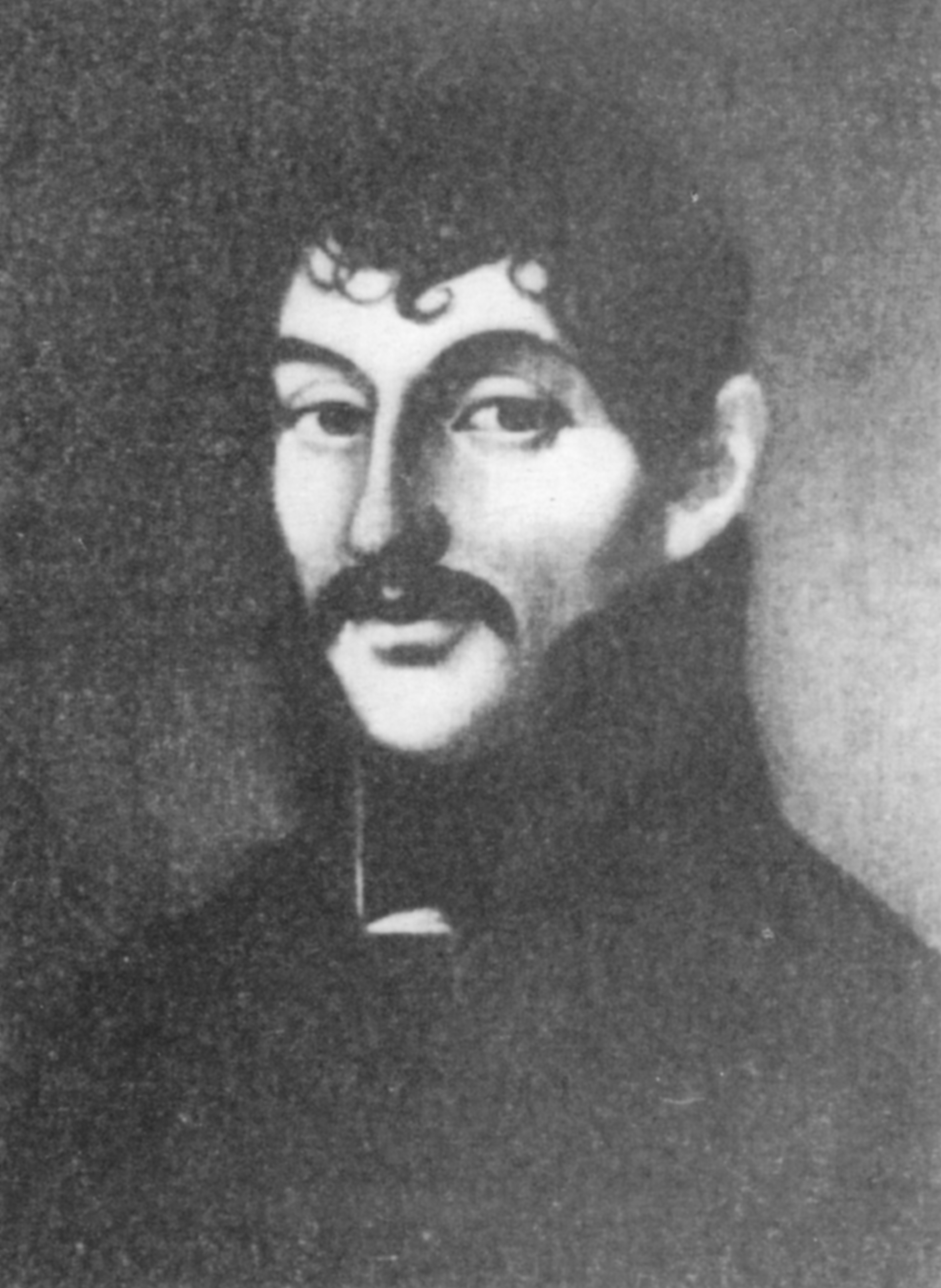
Carl Hugo Joseph Erdmann Henckel von Donnersmarck (zmarł w 1813 roku)

Wywodzą się ze Spiskiego Czwartku na Spiszu (niem. Donnersmarkt – Czwartkowy Targ; obecnie w granicach Słowacji). Niemiecka wersja nazwy tej miejscowości stała się drugim nazwiskiem rodu. Najstarsze wzmianki o nich pochodzą z przełomu XIV i XV w. i dotyczą niejakiego Henckla de Quintoforo. 1 sierpnia 1417 r. na soborze w Konstancji jego trzej synowie: Piotr, Jakub i Mikołaj otrzymali (z kilkoma innymi spokrewnionymi osobami) wspólny herb od króla węgierskiego Zygmunta Luksemburskiego.
Fakt identyczności rysunku (choć nieco innych barw) herbu rodowego Hencklów z herbem rodowym rodu Turzonów von Bethlenfalva, może być potwierdzeniem tezy, iż obydwa rody są ze sobą bardzo blisko spokrewnione.
Na przełomie XV i XVI w. najznaczniejszą postacią rodu był Jan II (1481–1539). Humanista; korespondował z Marcinem Lutrem, Erazmem z Rotterdamu, Filipem Melanchtonem. Karierę rozpoczął jako proboszcz w Lewoczy i Koszycach. Później przebywał na dworze węgierskim Ludwika II i jego żony Marii z Habsburgów. W 1531 r. przybył na Śląsk i został kanonikiem we Wrocławiu. Zmarł tam osiem lat później. Został pochowany w tamtejszej katedrze. Był pierwszym z Hencklów, który przybył na Śląsk.
Do przeniesienia głównej siedziby rodu ze Spiszu na Śląsk przyczynili się Łazarz I Starszy (1551–1624) i jego syn Łazarz II Młodszy (1573–1664). W czasie wojen z Turkami pożyczyli oni cesarzowi znaczne sumy. Habsburg nie potrafiąc zwrócić długów, w zamian nadał szereg przywilejów oraz jako zabezpieczenie zaciągniętych sum różne ziemie pod zastaw. W ten sposób dostały się w ręce Hencklów m.in. bytomskie (z Tarnowskimi Górami) i bogumińskie państwa stanowe. Ostatecznie pod władzę Hencklów przeszły te ziemie w czasie wojny trzydziestoletniej. Główną siedzibą rodu stał się zamek w Świerklańcu, rozbudowali też Zamek Bogumiński.
Cesarz Ferdynand II Habsburg wyniósł Łazarza II Młodszego 18 grudnia 1636 r. w Ratyzbonie do godności barona cesarstwa (niem. Reichsfreiherr) von Donnersmarck na Gföhl i Vesendorf. Od arcyksięcia Ferdynanda Karola Tyrolskiego otrzymał on 29 lipca 1651 r. w Innsbrucku godność hrabiego cesarstwa (niem. Reichsgraf) z tytułem „wysoko- i dobrze urodzony”. Dziesięć lat później cesarz Leopold I Habsburg nadał mu 5 marca 1661 r. w Wiedniu tytuł czeskiego hrabiego (niem. Graf). Wszystkie tytuły były dziedziczne.

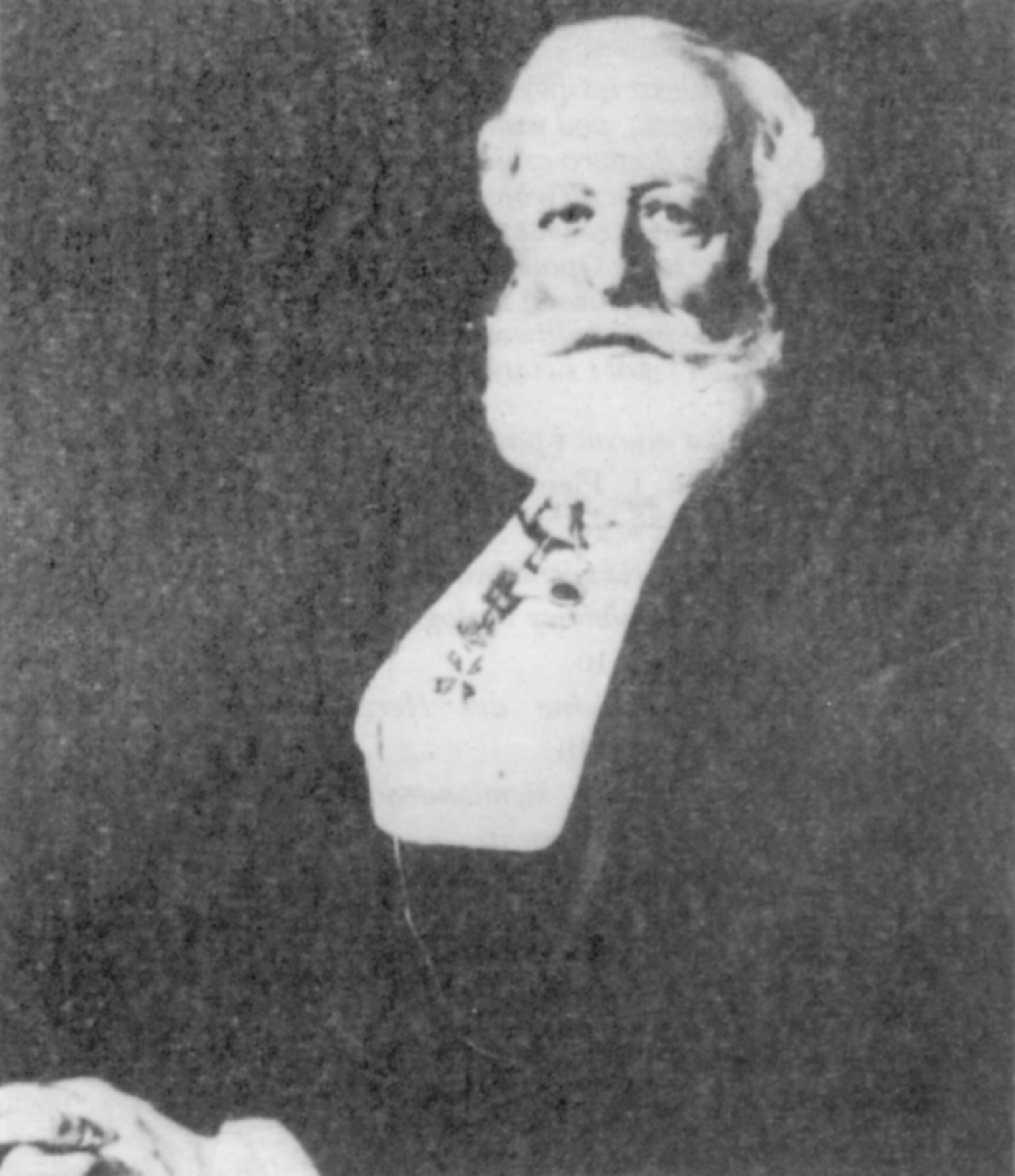
Hugo II Henckel von Donnersmarck (1832–1908)

Potomkowie Łazarza II w następnych stuleciach podzielili się na kilka linii i gałęzi. Od Eliasza, najstarszego syna Łazarza II, pochodziła linia bogumińska. Wygasła w 1803 r. na Janie Erdmannie. Leon Ferdynand (1640–1699) był założycielem linii bytomsko-siemianowickiej. Po śmierci Hugona I w 1890 r. linia ta podzieliła się. Hugo II (1832–1908) stał się założycielem linii na Brynku i Krowiarkach (wygasła w 1993 r.); Łazarz IV (1835–1914) linii na Nakle i Ramułtowicach; Artur (1836–1921) karynckiej linii na Wolfsbergu. Od Łazarza Jana Nepomuka (1792–1859; prawnuk Leona Ferdynanda) pochodzi linia na Gręboszowie. Karol Maksymilian (1642–1720, młodszy brat Leona Ferdynanda) był założycielem linii tarnogórsko-świerklanieckiej. Od jego starszego syna Leona Maximiliana (1691–1771) wywodzi się linia saska rodu (wygasła w 1993 r.).
14 listopada 1697 r. Leon Ferdynand z linii bytomskiej został wywyższony przez cesarza Leopolda I Habsburga do godności wolnego pana stanowego (niem. Freier Standesherr) Bytomia. Godność ta miała być dziedziczona na zasadzie primogenitury. Jego potomkowie musieli też zmienić wyznanie na rzymskokatolickie.
Po wojnach śląskich większość dóbr Hencklów dostała się pod władzę Hohenzollernów. Król pruski Fryderyk II Wielki w edykcie z 1748 r. zmienił zasadę dziedziczenia godności wolnego pana stanowego, która odtąd miała przypadać zawsze najstarszemu w rodzie (zasada senioratu). W okresie tym wysokie stanowiska w armii osiągnęli przedstawiciele gałęzi saskiej. Gottlob Aleksander był generałem w Niderlandach; jego młodszy brat Wiktor Amadeusz generał-leutnantem w armii pruskiej. Otrzymał też wysokie odznaczenia: Ordery Pour le Mérite, Czerwonego Orła oraz godność kawalera Zakonu Joannitów.
W XIX w. w okresie rewolucji przemysłowej do wielkiego znaczenia oraz bogactwa doszedł Hugo I (1811–1890) z linii bytomsko-siemianowickiej oraz Karol Łazarz (1772–1864) i jego syn Guido (1830–1916) z linii tarnogórsko-świerklanieckiej. Dzięki ich działalności Hencklowie stali się jedną z najbogatszych rodzin na Śląsku i w Niemczech. Guido jako przyjaciel Alfreda Kruppa i Ottona von Bismarcka posiadał także spore wpływy polityczne. Po Alfredzie Kruppie był najbogatszym człowiekiem w ówczesnych Niemczech. Cesarz niemiecki Wilhelm II 18 stycznia 1901 r. nadał mu dziedziczną godność pruskiego księcia von Donnersmarck (Primogenitur) z tytułem „Książęca Mość”.
W wyniku klęski III Rzeszy w 1945 r. Henckel von Donnersmarckowie utracili całkowicie śląską fortunę. Ich pozycja wśród arystokratów jednak nie uległa zachwianiu. Karol Józef (1928–2008 ) – z linii nakielsko-ramułtowickiej – w 1958 r. został mężem Marii Adelajdy de Nassau de Bourbon-Parma (1924-2007 montes.pl), córki wielkiej księżny Luksemburga Szarlotty i włoskiego arystokraty, księcia Feliksa de Bourbon-Parma (w prostej linii potomka króla-słońce Ludwika XIV Wielkiego, króla Francji i Nawarry). Najstarszy syn tej pary hr. Andrzej (ur. 1959) latem 1995 r. ożenił się z Joanną księżniczką von Hohenberg z bocznej linii Habsburgów (prawnuczka arcks. Franciszka Ferdynanda i Zofii von Chotek, zamordowanych w Sarajewie w 1914 r.). Hrabia Andrzej i Joanna mieszkają w zamku w Wolfsbergu.
W 2006 r. głośne się stało w mediach imię hrabiego Floriana, kuzyna hrabiego Andrzeja z Wolfsberga (ich dziadkowie byli braćmi). Florian jest reżyserem i autorem scenariusza filmu Życie na podsłuchu o działalności enerdowskich służb Stasi. Film otrzymał wiele nagród, m.in. europejskiego Oskara oraz Nagrodę Amerykańskiej Akademii Filmowej – Oscara w kategorii dla najlepszego filmu obcojęzycznego.
Rada Miasta Tarnowskie Góry 3 grudnia 2007 r. podjęła uchwałę o nadaniu tytułu Honorowego Obywatela Miasta dr. Guidotto, hrabiemu Henckel, 4. księciu von Donnersmarck (ur. 1940) – prawnukowi księcia Guido von Donnersmarcka (zm. 1916) – w uznaniu zasług jego rodziny dla rozwoju miasta i regionu.
9 września 2009 r. radni miejscy w Świętochłowicach postanowili nadać skwerowi Mijanka, usytuowanemu przy ul. Katowickiej, imię rodu Henckel von Donnersmarck.

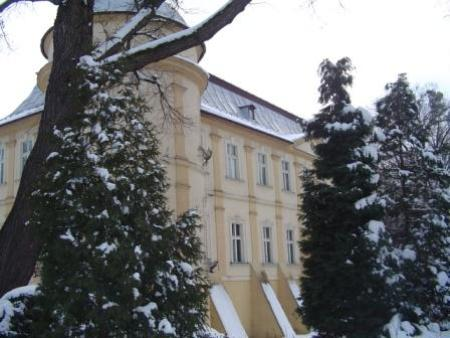
Zamek Bogumiński w Chałupkach

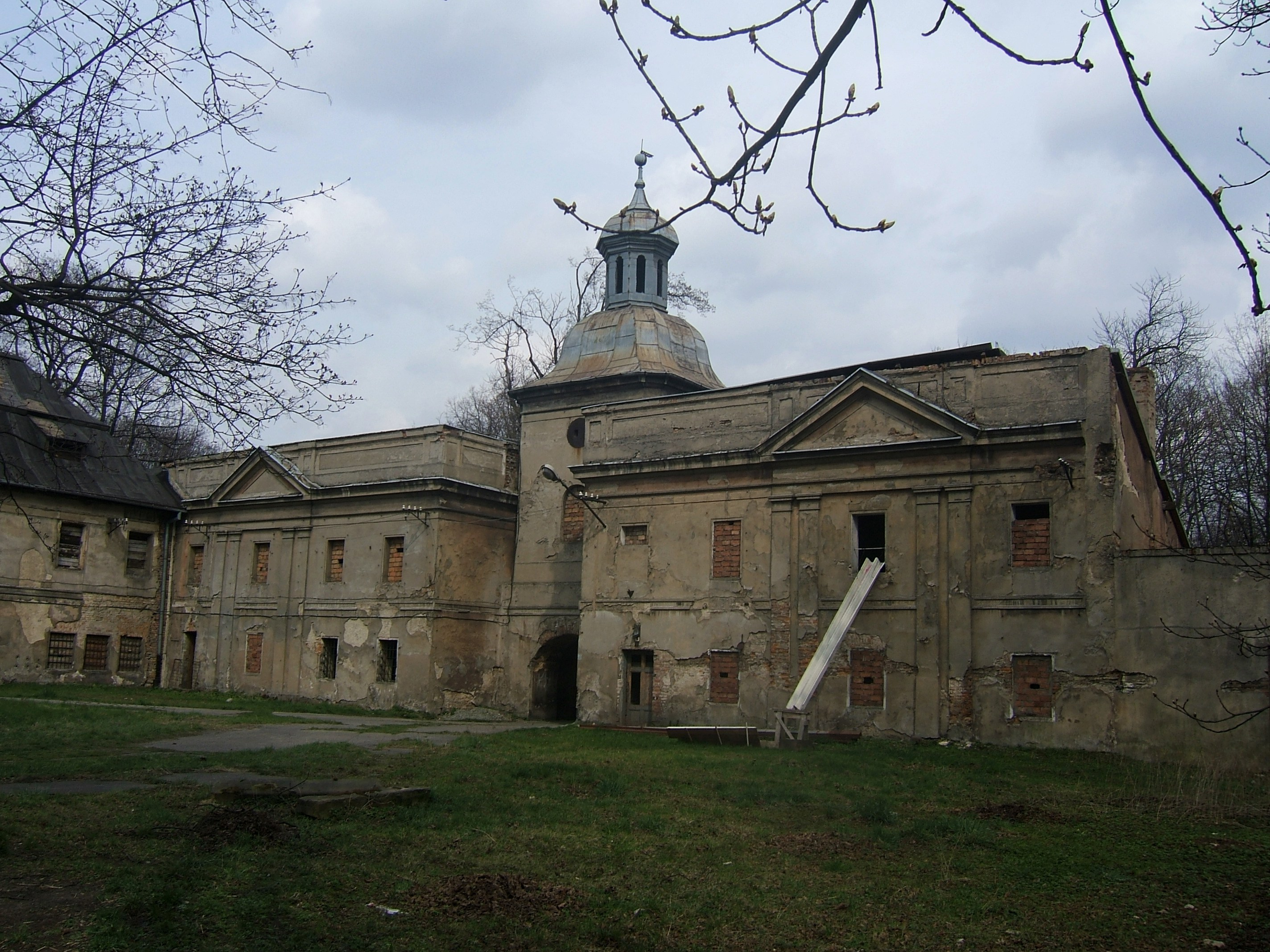
Pałac w Siemianowicach bytomskich Hencklów.

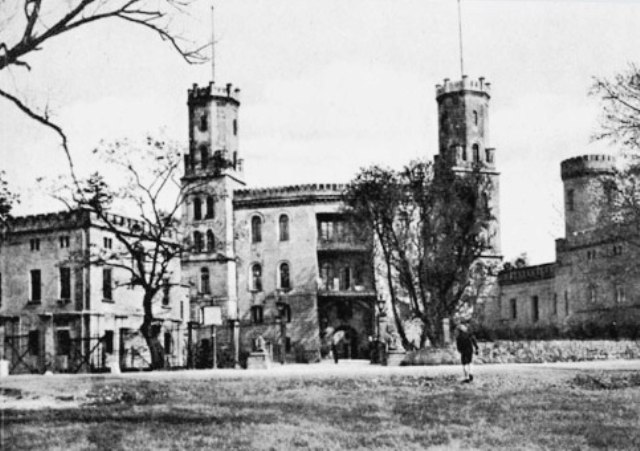
Stary zamek w Świerklańcu – pierwsza siedziba rodu na Śląsku – widok z 1930 r.

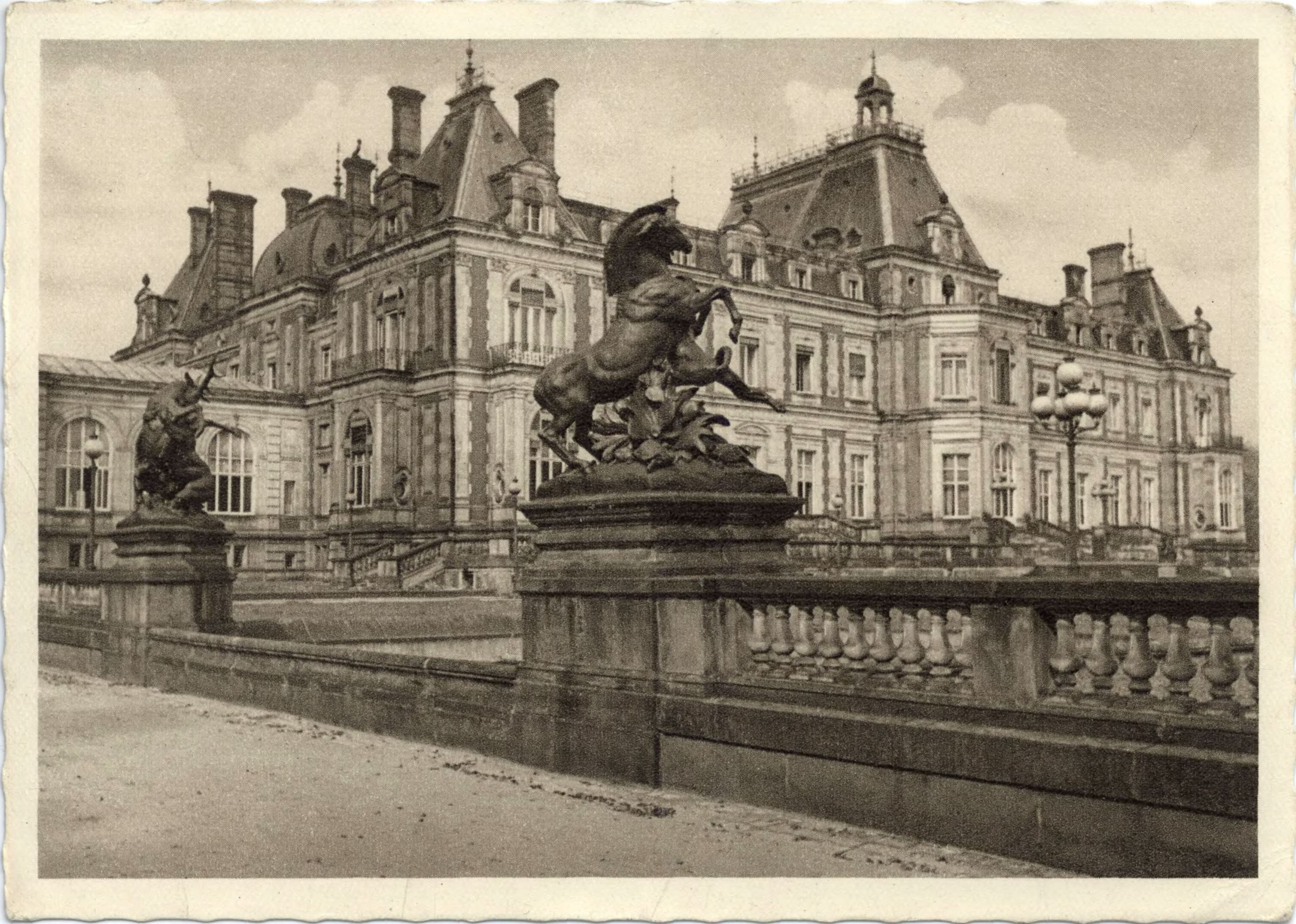
Świerklaniec – Pałac „Mały Wersal”, rezydencja książąt von Donnersmarck, widok przed 1945 r.

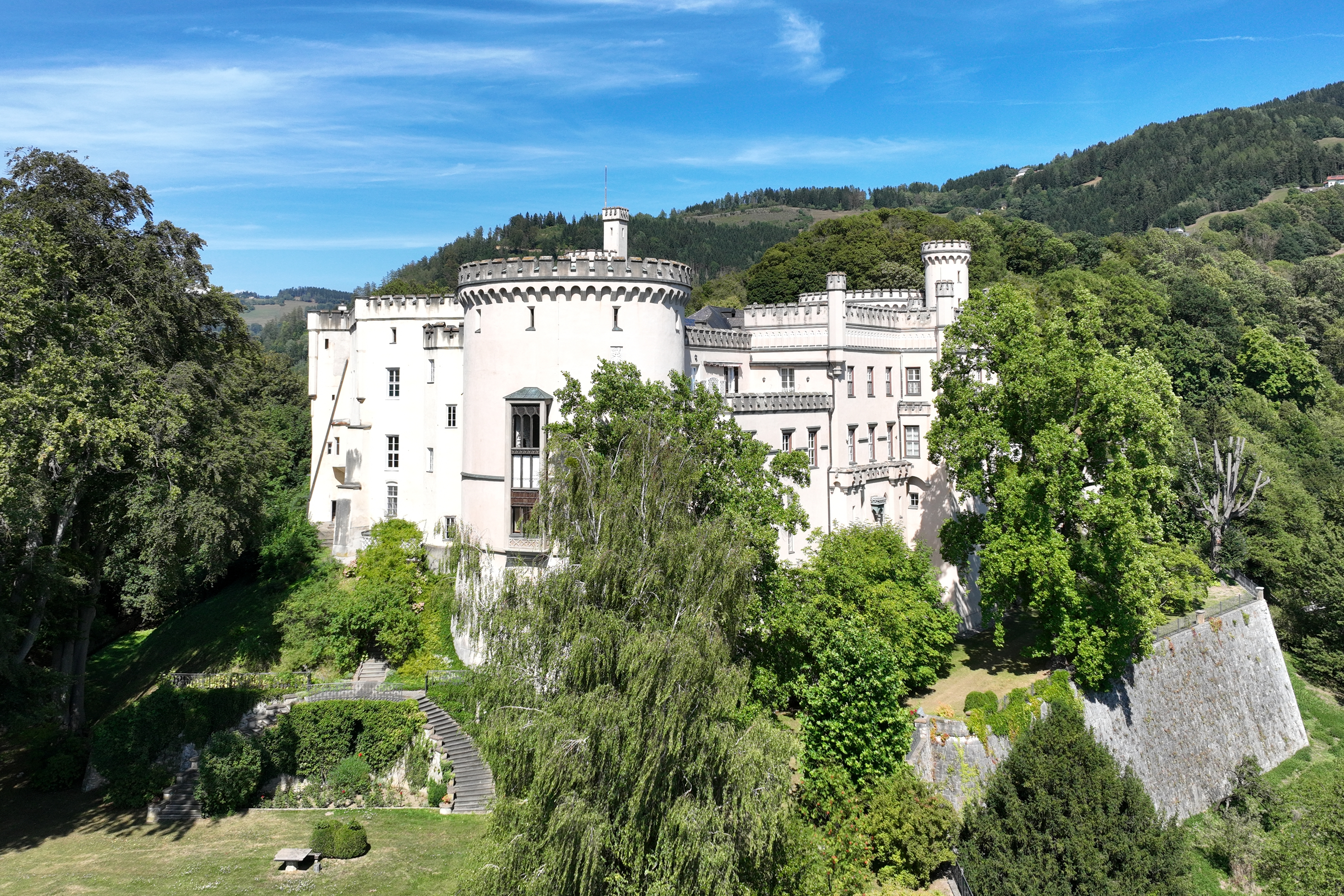
Zamek w Wolfsbergu – rezydencja hrabiego Hugona I i jego żony Laury von Hardenberg i ich potomków

### PanowieBogumina
1. Łazarz I Starszy – 1623–1624
2. Łazarz II Młodszy – 1624–1664
3. Eliasz I – 1664–1667
4. Eliasz Andrzej – 1667–1699
5. Jan Ernest – 1699–1743
6. Wacław Ludwik – 1699–1734
7. Erdmann Henryk – 1699–1752
8. Jan Erdmann – 1752–1803

### PanowieBytomia
1. Łazarz I Starszy – 1623–1624
2. Łazarz II Młodszy – 1624–1664
3. Gabriel I – 1664–1666
4. Jerzy VII Fryderyk – 1666–1671
5. Leon Ferdynand, 1. wolny pan stanowy Bytomia (zob. niż.) – 1671–1699
6. Karol Józef Erdmann, 2. wolny pan stanowy Bytomia – 1699–1745
7. Franciszek Ludwik – 1748–1768
8. Łazarz III, 5.wolny pan stanowy Bytomia – 1768–1805
9. Karol – 1805–1808

### PanowieTarnowskich Gór
1. Łazarz I Starszy – 1623–1624
2. Łazarz II Młodszy – 1624–1664
3. Jerzy VII Fryderyk – 1664–1671
4. Karol Maksymilian – 1671–1716
5. Leon Maksymilian, 3. wolny pan stanowy Bytomia – 1716–1727
6. Karol Erdmann – 1727–1760
7. Erdmann Gustaw, 6. wolny pan stanowy Bytomia – 1760–1805
8. Gustaw Adolf, 7. wolny pan stanowy Bytomia – 1805–1808

### Wolni panowie stanowiBytomia
1. Leon Ferdynand – 1671–1699
2. Karol Józef Erdmann – 1699–1745
3. Leon Maksymilian – 1748–1771
4. Wiktor Amadeusz – 1771–1793
5. Łazarz III – 1793–1805
6. Erdmann Gustaw – 1805–1805
7. Gustaw Adolf – 1805–1813
8. Eliasz Maksymilian – 1813–1827
9. Karol Łazarz – 1827–1864
10. Łazarz Alojzy – 1864–1876
11. Fedor – 1876–1893
12. Lotar – 1893–1896
13. Guido, 1. książę von Donnersmarck (zob. niż.) – 1896–1916
14. Edgar, 1. hr. von Henckel-Gaschin – 1916–1939
15. Guidotto, 2. książę von Donnersmarck – 1939–1959
16. Kraft – 1959–1977
17. Hugo IV – 1977–1989
18. Hans, 2. hr. von Henckel-Gaschin – 1989–1993
19. Antoni – 1993–1995
20. Karol Józef – 1995–2008
21. Petrus – 2008-2018
22. Winfried – od 2018

### Książęta von Donnersmarck
1. Guido, 13. wolny pan stanowy Bytomia – 1901–1916
2. Guidotto – 1916–1959
3. Guido – 1959–1976
4. Guidotto – od 1976

## Herby rodziny

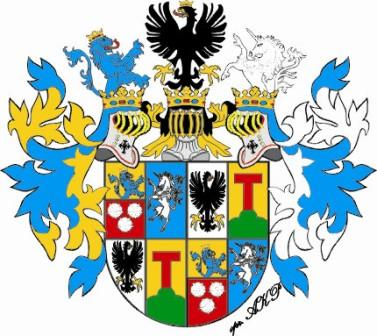
Herb nadany w 1636

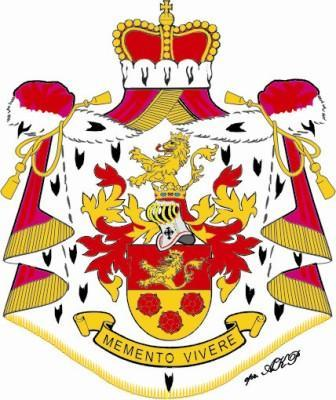
Herb książąt von Donnersmarck z 1901

Herb hrabiów von Henckel-Gaschin z 1911

Herb rodowy według nadania króla Węgier Zygmunta Luksemburga z 1 sierpnia 1417 r. – na tarczy dzielonej w pas, w polu górnym był błękitny, ukoronowany lew na złocie, w polu dolnym trzy srebrne róże na czerwieni. W klejnocie nad hełmem ze złoto-błękitnymi labrami błękitny lew w koronie.
18 grudnia 1636 r. Łazarz II Starszy został wywyższony do godności baronów cesarstwa. Przy tej okazji cesarz Ferdynand II Habsburg zmienił mu herb. Obok herbu rodowego pojawiły się godła poszczególnych ziem, jakimi władał Łazarz I: srebrny jednorożec na błękicie miał symbolizować ziemię bytomską, czarny orzeł na srebrze ziemię tarnogórską, a czerwony krzyż św. Antoniego na trzech zielonych wzgórzach na złocie ziemię bogumińską.
Najprawdopodobniej od 14 listopada 1697 r. rodzina Henckel von Donnersmarcków mogła swój herb umieszczać na płaszczu gronostajowym. Wiązało się to z uzyskaniem przez hrabiego Leona Ferdynanda, właściciela Bytomia, godności wolnego pana stanowego. Niewykluczone, iż płaszcz ten mógł tylko być używany przez noszącego ten tytuł. Herb hrabiowski na płaszczu gronostajowym zwieńczonym koroną hrabiowską jest przedstawiony w herbarzu śląskim Leonarda Dorsta
18 stycznia 1901 r. Guido Henckel von Donnersmarck został wywyższony do godności pruskiego księcia. Cesarz niemiecki i król pruski Wilhelm II Hohenzollern, przy tej okazji także zmienił mu herb. W tarczy teraz był u góry złoty lew na czerwieni, a u dołu trzy czerwone róże na złocie. W klejnocie nad hełmem i złoto-czerwonymi labrami złoty ukoronowany lew. Pod herbem wstęga z dewizą „Memento vivere” („Pamiętaj o życiu”) a całość na gronostajowym płaszczu z koroną książęcą.
25 listopada 1911 r. Edgar Henckel von Donnersmarck uzyskał od cesarza Wilhema II zgodę na połączenie nazwisk i herbów swych rodziców: Hugona II Henckel von Donnersmarck i Wandy von Gaschin. Odtąd każdorazowy właściciel majątku Krowiarki miał prawo do używania tytułu hrabia von Henckel-Gaschin.